# Kai Niemann
Kai Niemann (* 8. Februar 1978 in Sangerhausen) ist ein deutscher Musiker.

## Leben
Im Jahre 2001 wurde er mit der Single Im Osten, die in den deutschen Charts Platz 4 erreichte und mit einer Goldenen Schallplatte ausgezeichnet wurde, bundesweit bekannt. Im Osten verkaufte sich rund 300.000 Mal und sorgte für Diskussionen über ostdeutsche Identitäten und das Verhältnis zwischen Ost- und Westdeutschen.
In den Folgejahren veröffentlichte Niemann weiteres Material. 2015 stellte er mit seiner Band 108 Fahrenheit das Album Mein Herz vor.
Kai Niemann spielte im Jahr 2000 eine Rolle in der Fernsehserie Die Rettungsflieger und nahm 2001 in den Fernsehserien Die Harald Schmidt Show, Volle Kanne sowie 2016 bei MDR um 4 teil.

## Diskografie
Studioalben
- 1997: Kaltes Land
- 1999: Odyssee
- 2001: Die Welt ist ein Irrenhaus (als Niemann)
- 2008: 15h (EP) (als Niemann)
- 2015: Mein Herz (mit 108 Fahrenheit)
- 2018: Kein Herz (mit 108 Fahrenheit)

Singles
- 1998: Kaltes Land
- 2001: Im Osten (als Niemann)
- 2002: Alle Mädchen (als Niemann, Soundtrack zur Sat1-Serie Couchcowboys)
- 2003: Völlig ok
- 2006: Nie wieder (als Niemann)
- 2009: Wir sind das Volk (als Niemann)
- 2010: Mensch X (als Niemann)
- 2016: A Life (als Niemann)
- 2017: Energy (als Niemann)
- 2018: Endlich nach Haus (mit 108 Fahrenheit)
- 2018: Wie früher (mit 108 Fahrenheit)
- 2018: Bergauf (mit 108 Fahrenheit)
- 2018: 100 Leben (mit 108 Fahrenheit)
- 2019: Mutterland (als Niemann)